# Roman Ingarden
Roman Witold Ingarden (født 5. februar 1893, død 14. juni 1970) var en polsk filosof der arbejdede med fænomenologi, ontologi og æstetik. Før første verdenskrig skrev Ingarden siden værker på tysk. Under krigen skiftede han til polsk, og hans værker indenfor ontologi fik derfor ikke meget gennemslagskraft i den internationale filosofi.
Ingarden var uddannet hos Edmund Husserl men var realistisk fænomenolog og tog afstand fra den transcendentale fænomenologi.

## Vigtigste værker

### Vigtigste værker på tysk
- Ueber die Gefahr einer Petitio principii in der Erkenntnistheorie, i Jahrbuch für Philosophie und phänomenologische Forschung, Halle: Max Niemeyer, 1921
- Intuition und Intellekt bei Henri Bergson, i Jahrbuch für Philosophie und phänomenologische Forschung, Halle: Max Niemeyer, 1921
- Essentiale Fragen. Ein Beitrag zum Problem des Wesens, i Jahrbuch für Philosophie und phänomenologische Forschung, Halle: Max Niemeyer, 1925
- Das literarische Kunstwerk. Eine Untersuchung aus dem Grenzgebiet der Ontologie, Logik und Literaturwissenschaft, Halle: Max Niemeyer, 1931
- Untersuchungen zur Ontologie der Kunst: Musikwerk. Bild. Architektur. Film, Tübingen: Max Niemeyer, 1962
- Der Streit um die Existenz der Welt, Bd. I, II/I, II/2. Tübingen: Max Niemeyer, 1964
- Vom Erkennen des literarischen Kunstwerks, Tübingen: Max Niemeyer, 1968
- Erlebnis, Kunstwerk und Wert. Vorträge zur Ästhetik 1937-1967, Tübingen: Max Niemeyer, 1969
- Über die Verantwortung. Ihre ontischen Fundamente, Stuttgart: Reclam, 1970
- Über die kausale Struktur der realen Welt. Der Streit um die Existenz der Welt, Band III, Tübingen: Max Niemeyer, 1974

### Vigtigste værker på polsk
- O poznawaniu dzieła literackiego (The Cognition of the Literary Work of Art), Ossolineum, Lwów: 1937
- O budowie obrazu. Szkic z teorii sztuki (On the Structure of Paintings: A Sketch of the Theory of Art), Rozprawy Wydziału Filozoficznego PAU Vol. LXVII, No.2, Kraków, 1946
- O dziele architektury (On Architectural Works), Nauka i Sztuka, Vol. II, 1946, No. 1, pp. 3-26 and No. 2, pp. 26-51
- Spór o istnienie Świata (Controversy over the Existence of the World), PAU, Vol. I, Kraków: 1947, Vol. II, Kraków, 1948
- Szkice z filozofii literatury (Sketches on the Philosophy of Literature), Vol. 1, Spółdzielnia wydawnicza "Polonista," Łódz, 1947
- Elementy dzieła muzycznego (The Elements of Musical Works), Sprawozdania Towarzystwa Naukowego w Toruniu, Vol. IX, 1955, Nos. 1-4, pp. 82-84
- Studia z estetyki (Studies in Aesthetics), PWN, Vol. I Warszawa, 1957, Vol. II, Warszawa, 1958
- O dziele literackim (On Literary Works). PWN, Warszawa, 1960
- Przeżycie - dzieło - wartość (Experience - Work of Art - Value). WL, Kraków, 1966
- Studia z estetyki Tom III (Studies in Aesthetics, Vol. III), PWN, Warszawa, 1970
- U podstaw teorii poznania (At the Foundations of the Theory of Knowledge), PWN, Warszawa, 1971
- Książeczka o człowieku (Little Book About Man), Wydawnictwo Literackie, Kraków, 1972.
- Utwór muzyczny i sprawa jego tożsamości (The Work of Music and the Problem of Its Identity), Wydawnictwo, Warszawa, 1966.